# Erkki Liikanen

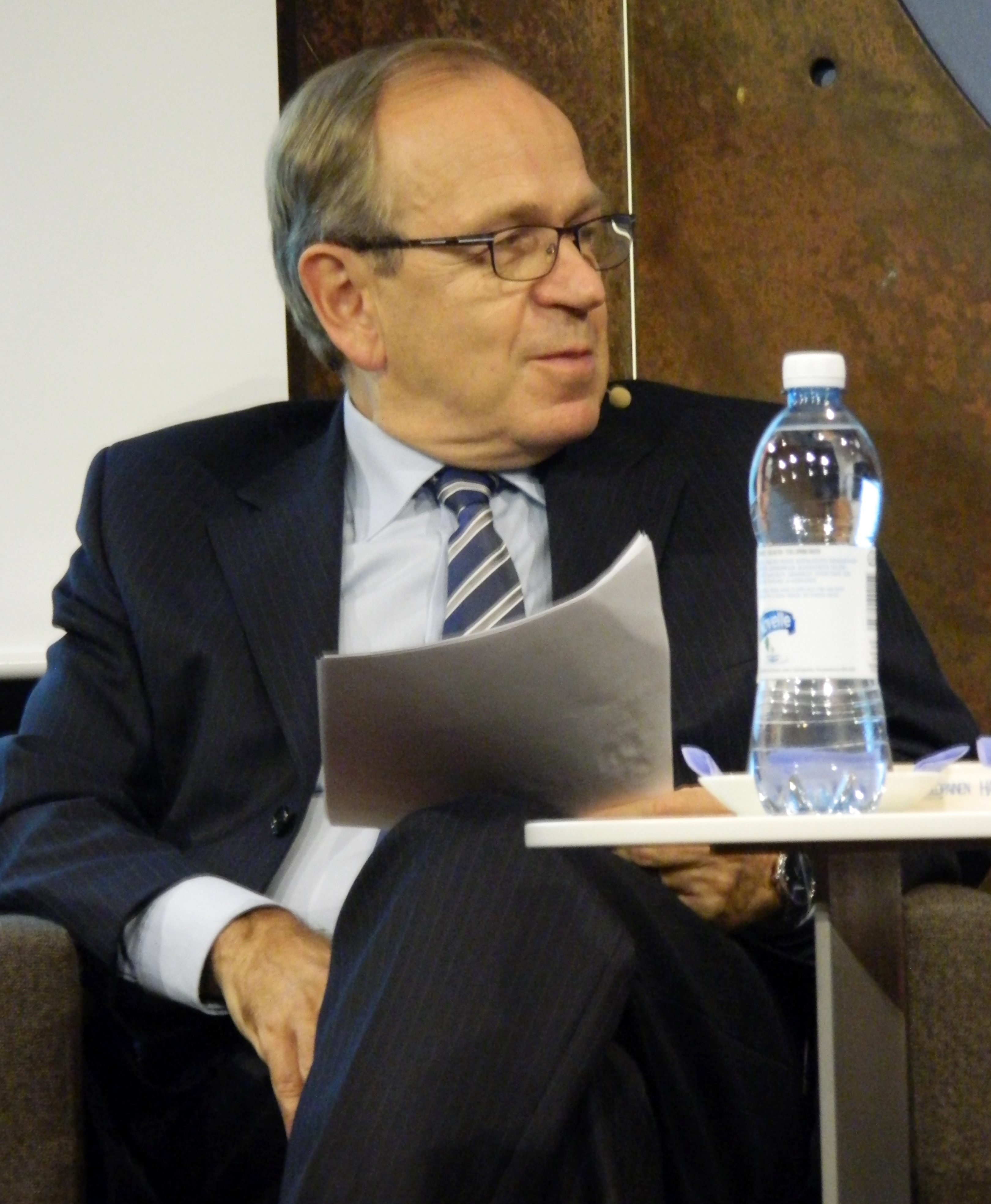
Erkki Liikanen (2016)

Erkki Antero Liikanen [ˈɛrkːi ˈliːkɑnɛn] (* 19. September 1950 in Mikkeli) ist ein finnischer Politiker (SDP). Er war von Juli 2004 bis Juli 2018 Präsident der finnischen Zentralbank und damit Mitglied im EZB-Rat.
Erkki Liikanen studierte an der Universität Helsinki, an der er 1975 ein Diplom in Politikwissenschaft mit der Spezialisierung Volkswirtschaftslehre erwarb.
Liikanen war von 1976 bis 1979 Mitglied des Aufsichtsrates von Televa, einer staatseigenen Telekommunikationsgesellschaft, und von 1983 bis 1988 des Aufsichtsrates von Outokumpu, einer Multimetall- und Technologiegesellschaft. Daneben war er von 1983 bis 1987 stellvertretender Vorsitzender des parlamentarischen Kontrollausschusses bei der Bank von Finnland, auch Entscheidungsgremium des Finnischen Nationalfonds für Forschung und Entwicklung (Sitra). Von 1987 bis 1990 war er Mitglied des politischen Wissenschafts- und Technologierats Finnlands.
Im Jahr 1972 wurde Liikanen ins finnische Parlament gewählt, in dem er bis zu seiner Ernennung durch das Außenministerium 1990 tätig war. Er begann im Kulturausschuss, der auch für Bildung und Wissenschaft zuständig war. Später wurde er stellvertretender Vorsitzender des Landwirtschaftsausschusses, dann des Ausschusses für auswärtige Angelegenheiten. Von 1987 bis 1990 hatte er das Amt des Finanzministers inne.
Im Zeitraum von 1990 bis 1994, als Finnland über den Beitritt zur Europäischen Union verhandelte, war er der außerordentliche und bevollmächtigte Botschafter Finnlands bei der Europäischen Union. Von 1995 bis 1999 war Liikanen als Mitglied der Europäischen Kommission für Haushaltsfragen, Personal und Verwaltung verantwortlich. Am 16. September 1999 wurde er zum EU-Kommissar für Unternehmen und die Informationsgesellschaft  und Medien ernannt, dieses Amt hatte er bis Juli 2004, drei Monate vor Amtsende der Kommission, inne. Seitdem war er bis 2018 Präsident der finnischen Zentralbank und damit Mitglied im EZB-Rat.
Liikanen war Vorsitzender der Liikanen-Kommission, einer von EU-Binnenmarktkommissar Michel Barnier eingesetzten EU-Expertengruppe zur Regulierung großer Kreditinstitute. In der „Liikanen-Bericht“ genannten Studie, die im Oktober 2012 veröffentlicht wurde, schlug die Kommission verschiedene Änderungen im Bankensektor vor, darunter eine verpflichtende Trennung von Eigenhandel und traditionellem Bankgeschäft für Universalbanken.